# Bernardin Sienský
Svatý Bernardin Sienský (8. září 1380, Massa Marittima – 20. května 1444, L'Aquila) byl italský římskokatolický kněz a františkán proslulý zejména svým kázáním v Sieně na Piazza del Campo a svým znakem, či spíše erbem Krista Krále.

## Životopis

Sancti Bernardini Senensis Opera omnia, 1745

### Mládí a studium
Bernardin Albizeschi se narodil ve šlechtické rodině v Massa Marittima u Sieny. Ve třech letech ztratil matku a v šesti otce. Starali se o něj příbuzní v Sieně. Tam se naučil číst a psát. Četl Danta, latinské klasiky a už v jedenácti letech studoval právo na univerzitě v Sieně a projevoval mimořádné nadání. Následně studoval Písmo svaté a teologii, získal i licenciát církevního práva.
Byl členem kajícího bratrstva Panny Marie, které usilovalo o křesťanskou dokonalost svých členů službou potřebným, chudým a nemocným. Roku 1397 vypukla morová epidemie. Sám se nakazil, když se obětavě staral o nemocné. Bojoval se smrtí, ale uzdravil se. Rozmýšlel se, zda má vstoupit k augustiniánům, ale posléze se rozhodl pro sienské františkány (1402). Bylo mu tehdy 22 let. Rozdal svůj majetek chudým, později složil řeholní sliby a roku 1404 se stal knězem.

### Bernardin Sienský na hoře Capriola
Žil na osamělém místě na hoře Capriola, kde v opuštěné poustevně založil malý klášter. Tam Bernardin četl Písmo svaté a církevní spisy, zvláště františkánských spisovatelů. Byl zastáncem přísného pojetí řehole a žil v naprosté chudobě. V roce 1413 se stal Bernardin Sienský vrátným v malém klášteře ve Fiésole u Florencie, kde můžeme ještě dnes vidět jeho celu. Nad dveřmi cely je jeho jméno vyřezáno ve dřevě.

### Bernardin Sienský jako kazatel
Bernardin Sienský toužil po apoštolské činnosti. Ve čtyřiceti letech jako lidový kazatel chodil od města k městu po celé severní a střední Itálii. Uvádí se, že se ke kazatelské činnosti zprvu necítil schopný pro slabý hlas a tak se v nouzi obrátil k Matce Boží, která mu pomohla. Hovořil pak jasným a zvučným hlasem, kterým si získával srdce posluchačů. Uměl stejně dobře kázat prostým rolníkům i univerzitním posluchačům. Nejhlubší křesťanské pravdy všem podával přiměřeným způsobem. Pro velký počet posluchačů kázal často na otevřeném prostranství. V městě Perugii v Umbrii je možno vidět do dnešního dne na levé postranní zdi dómu kazatelnu, z níž Bernardin pronesl roku 1425 svá nejslavnější kázání. Perugia skrývá další pozoruhodnost, která připomíná tohoto kazatele: v oratoři sv. Bernardina ukazují kamenné reliéfy scény ze světcova života.

### Bernardin Sienský jako diplomat
Návrat k pohanské antice způsobil v renesanční době všeobecné uvolnění mravů. Rozvinula se pýcha, lakomství a nemravnost. Bernardin proti nim kázal jménem Božím. Snažil se lid probudit z náboženské a mravní lhostejnosti, usmířil mnoho šlechtických rodin, urovnával spory mezi stranami i války mezi městy. Proslul po celé Itálii.

### IHS
Snažil se též obnovit řádovou kázeň. Hlásal potřebu odpuštění a smíření a s tím cílem hlásal i úctu k Ježíšovu jménu. „Jméno Ježíš prozařuje kazatele a způsobuje, že jsou prostoupeni jeho světlem ti, kdo jeho slovo zvěstují, i ti, kdo je slyší. Odkud myslíš, že se vzalo tak nenadále na celém světě planoucí jméno víry, ne-li z toho, že se káže Ježíš?“ Vytvořil si obraz zářícího slunce s monogramem IHS, jedná se o první tři písmena řeckého slova Ježíš. Nad prostředním písmenem H byl kříž a vznikl tak nový erb upozorňující na tajemství spásy.
Ignác z Loyoly zvolil za sto let po Bernardinově smrti znak IHS, „Bernardinův erb“, za symbol Tovaryšstva Ježíšova, jezuitského řádu.
Za Bernardinova působení se tento znak po Itálii velmi rozšířil zejména na domy křesťanských bratrstev, ale byl zobrazován i na průčelích veřejných budov. Bernardin nosil tabulku s tímto znakem sebou a stavěl ji na oltář, na němž před kázáním sloužil mši svatou. Po kázání zdvihl tabulku do výše a s ní udělil požehnání.

### Závěr života
Nakonec byl Bernardin zatčen a obžalován z kacířství, protože šíření takovéto úcty se nelíbilo některým teologům a humanistům. Jeho obviněním se třikrát zabýval církevní soud, naposled na Basilejském sněmu v r. 1438. Mezi Bernardinovy účinné obhájce prý patřil Jan Kapistránský (jeden z jeho žáků). Bernardin nevyužíval ani náklonnosti císaře a nakonec vždy byla uznána jeho pravověrnost, čistý úmysl i svatost života. Na druhou stranu mu byl papeži třikrát nabízen biskupský úřad v Sieně, ve Ferraře a v Urbinu, ale Bernardin vždy odmítl, dával přednost kazatelské dráze.
1428–1442 se stal generálním vikářem františkánů observantů (zv. někdy bernardini, OFMObs). Zúčastnil se všeobecného sněmu ve Florencii. V klášteře Monteripido u Perugie založil teologickou školu, v níž i sám učil a v Sieně zřídil vyšší teologické učení, z něhož vycházeli řeholní profesoři. Františkánskou prostotu se snažil doplňovat rozumovou vyspělostí.

### Smrt a kult Bernardina Sienského
Když se blížila jeho smrt, nechal se prý položit na podlahu posypanou popelem a 20. května 1444 v L'Aquile zemřel. Pochovali jej v konventu sv. Františka, v roce 1474 byl pohřben v kostele zbudovaném k jeho poctě v L'Aquile. Roku 1450 byl Mikulášem V. svatořečen.
Bernardinův kult se rychle šířil po celé Itálii, centrem uctívání se stalo místo pohřbu L'Aquila, pak Siena, Perugia a Massa Marittima. I v kostele Panny Marie v Aracoeli v Římě požívá Bernardin zvláštní úcty, slavné fresky od Pinturiccia (kolem 1485) oslavují zde život velkého nezapomenutelného kazatele a františkánského řeholníka.

## Zobrazení
Sv. Bernardin Sienský bývá zobrazován, věrně své podobě, jako františkánský řeholník s asketickými, hubenými obličejovými rysy, připomínající jeho život v chudobě. V jedné ruce drží tabulku, či medailon s nápisem IHS v paprscích, v druhé ruce někdy drží knihu. U nohou má položeny často tři biskupské mitry (někdy 3 biskupské berly), které nám ukazují jeho trojí odmítnutí úřadu. Někdy je u jeho nohou žebrák, nebo má u ucha holubici.
Jeho zobrazení bývá někdy doplněno nápisem „Manifestavi nomen tuum hominibus“ („Zjevil jsem tvé jméno lidem.“ J 17,6).
Jindy vidíme sv. Bernardina Sienského, jak káže lidem a drží pozvednutou tabulku s nápisem IHS, nebo jako mladého šlechtice, který klečí před viděním Panny Marie nad branou města.

## Patron
Sv. Bernardin Sienský je patronem tkalců, lidí nemocných hrudní a plicní chorobou, postižených krvácením, jeho svátek připadá na 19. (20.) května.

## Odkazy

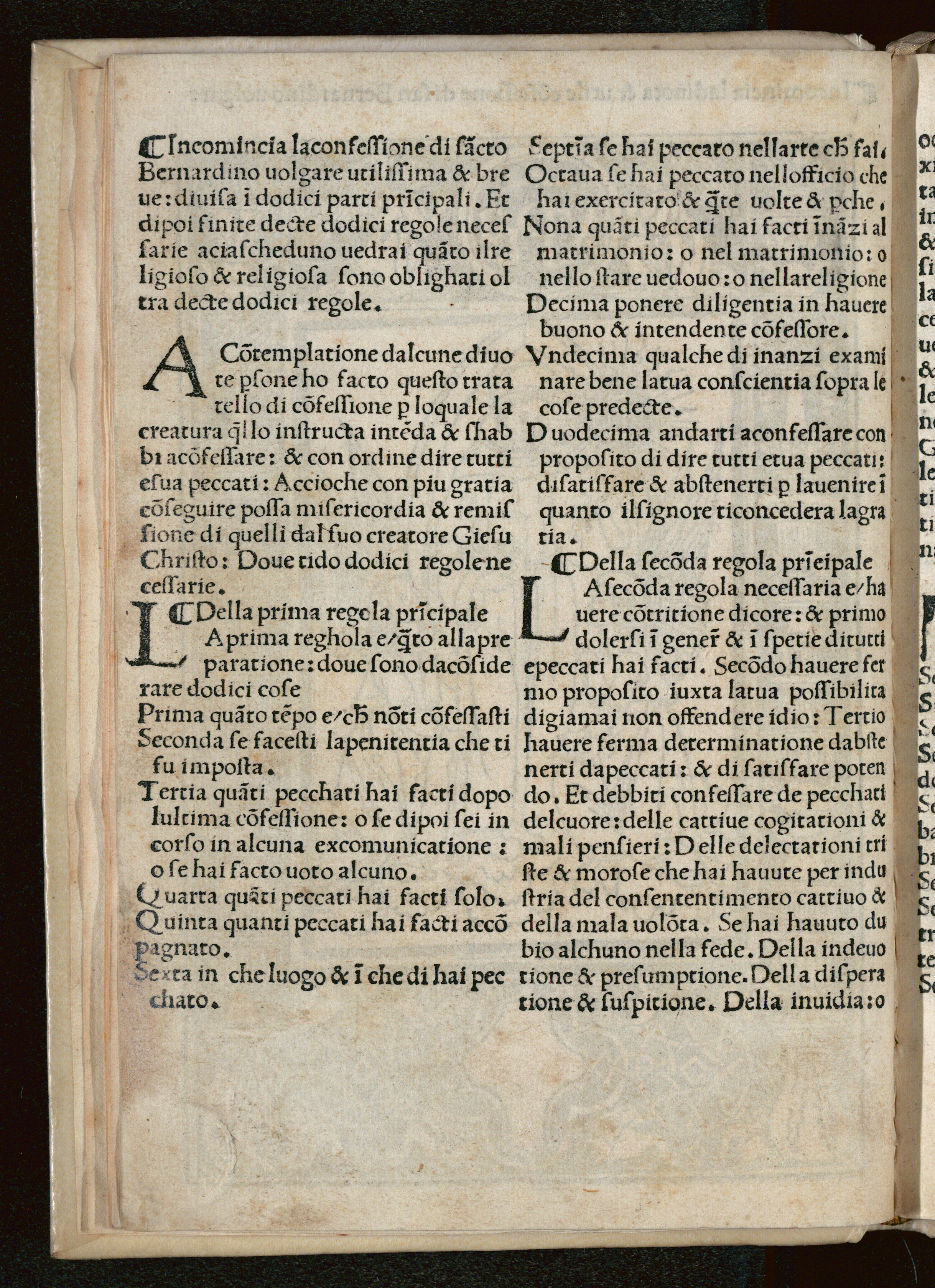
Della confessione regole 12., 1494